# Nikola Strajnić
Nikola Stranjić (Popovac, 11. svibnja 1945. – ?, 11. srpnja 2023.), doktor, profesor svjetske književnosti na filozofskim fakultetima u Novom Sadu i Banjoj Luci. 